# Taminango (ort)
Taminango är en ort i Colombia.   Den ligger i departementet Nariño, i den sydvästra delen av landet, 500 km sydväst om huvudstaden Bogotá. Taminango ligger 1 470 meter över havet och antalet invånare är 2 919.
Terrängen runt Taminango är bergig söderut, men norrut är den kuperad. Runt Taminango är det ganska tätbefolkat, med 86 invånare per kvadratkilometer. Närmaste större samhälle är La Unión, 17,5 km öster om Taminango. Omgivningarna runt Taminango är huvudsakligen savann.